# ショタアニメ

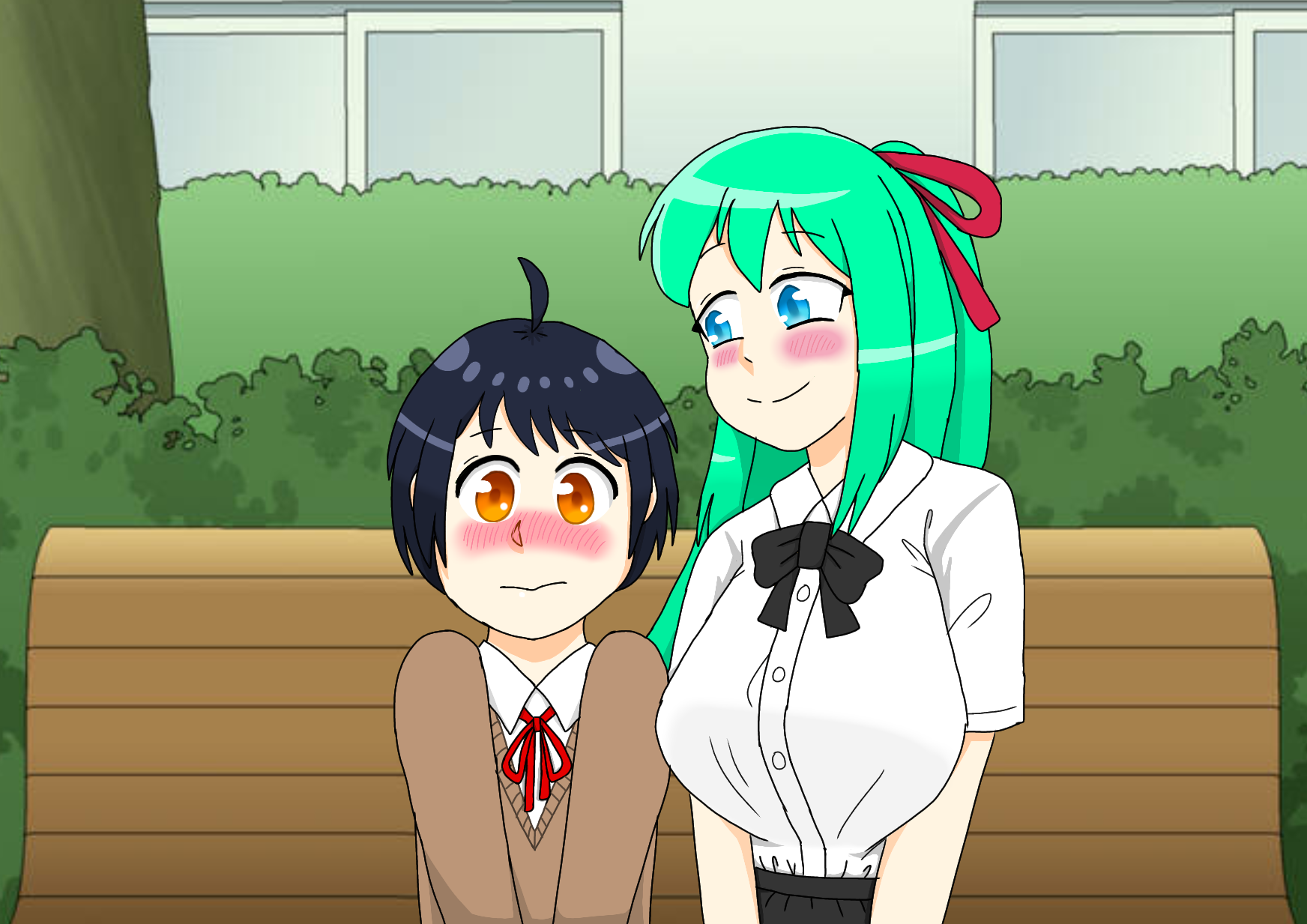
ショタ系少年に惹かれる成人女性を描いたコンセプトアート。

ショタアニメとは、いわゆるショタコンをターゲット層として有する、少年を扱ったアニメーション作品の総称。

## 概説
商業作品としては虎向ひゅうらのコミックをOVA化した2001年の『爆発寸前!!』、ショタゲー作品である『冤罪 eine falsche Beschuldi-gung』をOVA化した2004年の『冤罪 シリーズ』などがある。だが、これらの作品は製作者自らがショタアニメを冠しているわけではなく、ジャンルとして同一視するべきかどうかは判断がわかれるところではある。
作り手側がショタアニメであると明文化した作品は、2006年にソフト・オン・デマンドより発売された『ぼくのぴこ』が初めてであった。
なお、小説家である雑破業は1993年に『ゆんゆん☆パラダイス』を発表しており、1995年にはOVA化されている。本作はショタ作品では無かったが雑破は翌年、続編にあたる『ゆんゆん☆パラダイス2 少年注意報!』を執筆。おねショタ要素を盛り込みながらも強いショタ小説としてのベクトルを有する作品であり、これが前作同様にOVA化されていれば、前述した作品群に先駆けた存在となっていた。

## 日本国外のショタアニメ事情
日本のアニメーションの多くが正当不当の別を問わず輸出され、そうした諸外国で受け入れられていることはよく知られているが、これはショタアニメの世界においても例外とは言えない。特にインターネットを通じて不当に複製や配信のみならず、無断で各言語に翻訳されるといったことは頻繁に行われている。
一方、日本国外では3次元コンピュータグラフィックスを扱ったショタアニメも制作されている。シチュエーションや構図といった点において、日本国外で制作された既存の児童ポルノや児童エロチカ、写真集やビデオといったアーカイブをモデルにしているものが多く見られる。キャラクターは非常に精巧なモデリングがなされているものの、背景セットがプリミティブや素材集からの転用であったり、そこで繰り広げられる展開がシュールである傾向が強い。こうした日本国外の3次元CG作品は日本のショタコンから見れば欧米的デザインや実写的描写に抵抗を示し、少年愛者からは現実でも絵でもない独特の異様さから倦厭されることも多い。